# Okugava Maszaja
Okugava Maszaja (奥川 雅也 Okugawa Masaya, Kōka, 1996. április 14. –) japán labdarúgó, az Arminia Bielefeld játékosa.

## Pályafutása

### Klubcsapatokban
Pályafutását a Kiotó Szanga csapatában kezdte, ifjúsági labdarúgóként az Ayano Boys Clubban nevelkedett. 2014 szeptemberében írta alá első profi szerződését a klubbal, 2015 májusában, a bajnokság 15. fordulójában mutatkozott be a japán másodosztályban egy FC Gifu elleni mérkőzésen. Első gólját 2015 júniusában lőtte egy Óita Trinita elleni, 2-2-es döntetlenre végződő mérkőzésen. 
2015 nyarán szerződtette az osztrák Red Bull Salzburg. Kezdetekben az együttes tartalékcsapatában, a másodosztályú Lieferingben kapott lehetőséget. 2015 augusztusában debütált a Kapfenberger SV elleni mérkőzésen új együttesében. Első gólját ugyanebben a hónapban szerezte az Austria Lustenau ellen, a Liefering 2-1-re megnyerte a találkozót. Az első szezonjában 30 mérkőzésen három gólt szerzett. A 2016-2017-es szezonban 34 alkalommal kapott lehetőséget, négyszer volt eredményes. 
A 2017-2018-as idényt kölcsönben az élvonalbeli Mattersburgnál töltötte. Az osztrák Bundesligában a Sturm Graz ellen mutatkozott be augusztus végén. 2017 novemberében szerezte meg első élvonalbeli találatát az Austria Wien elleni 3-1-es győzelem alkalmával. Az idény folyamán 27 bajnokin kapott lehetőséget és öt gólt szerzett.
A következő idény előtt felkerült a Red Bull Salzburghoz, de egyből kölcsönadták a német másodosztályban szereplő Holstein Kielnek, ahol 19 bajnokin öt gólt szerzett.
A 2019-2020-as idényben megkapta a lehetőséget  Salzburgban is, a csapat színeiben egy Parndorf elleni kupamérkőzésen mutatkozott be 2019 júliusában. Július 26-án, a Rapid Wien ellen 2–0-ra megnyert idénynyitó bajnokin a becserélését követően két perccel megszerezte csapata második gólját. Augusztus 4-én a Mattersburg ellen 4–1-re megnyert találkozón fejjel volt eredményes, csapata második gólját szerezve. A szezon elején tizenegy tétmérkőzésen négy gólt szerzett és kiosztott négy gólpasszt is, így október végén meghosszabbította a szerződését 2023 nyaráig az osztrák csapattal.
2021 januárjának végén kölcsönbe került a német Arminia Bielefeld csapatához, aki júniusban éltek a vételi opciójukkal és 2024 nyaráig szerződtették.

### A válogatottban
Többszörös japán utánpótlás válogatott, 2013-tól kezdve szerepelt az U17-es korosztályos csapattól kezdve az összes utánpótlás válogatottban. 

## Játékstílusa
Hazájában játékstílusát többször hasonlították a brazil Neymaréhoz, a szakemberek passzpontosságát emelték ki, valamint hogy mindkét lábával labdabiztos és jól cselez.

## Sikerei, díjai
- Red Bull Salzburg
  - Osztrák bajnok: 2019–20, 2020–21
  - Osztrák kupa: 2019–20, 2020–21